# Pentagrammaton

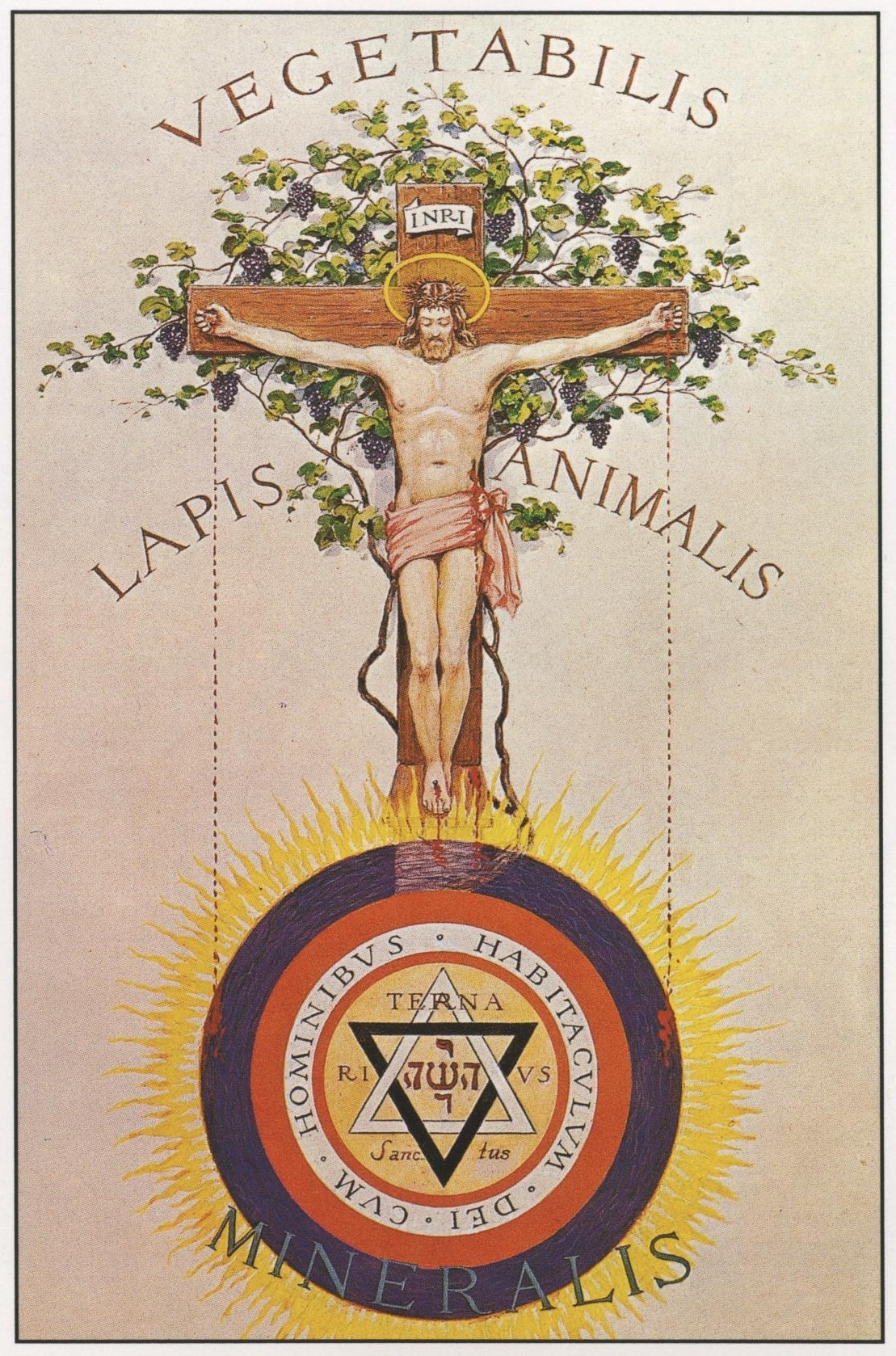
«Una crocifissione rosacrociana» che mostra le cinque lettere ebraiche del «Pentagrammaton» nell'esagramma.

Il Pentagrammaton (greco el|πενταγράμματον) Yahshuah, o in latino Jeshuah (ebraico יהשוה, יהשאווה) è il Tetragrammaton con l'aggiunta di Šin (ש) che rappresenta lo Spirito Santo, il quale "scende" nel nome di Iahvè a comporre il nome del figlio Gesù. Il Pentagrammaton viene solitamente traslitterato Y-H-Sh-W-H; le lettere assumono come significato elementare: Yod - Fuoco; He - Acqua; Shin - Etere (o Spirito); Weu - Aria; He - Terra.
Secondo alcune tradizioni sarebbe il nome ebraico di Gesù, e quindi lo rappresenterebbe poiché discende ed è della stessa natura di Dio (Tetragrammaton). Nell'occultismo rinascimentale infatti le lettere vengono anche posizionate sul pentagramma seguendo l'ordine originario degli elementi.